# Дрифтер (парус)
Дрифтер (от англ. drift — дрейф) — разновидность паруса, стаксель большого размера для использования при слабом (до 2 баллов) ветре. Изготавливается из нейлона с большим «пузом», расположенным ближе к середине паруса. Как правило в переднюю шкаторину вшивается стальной трос, галсовый угол снабжается «оттяжкой Каннингхэма» для регулирования величины «пуза» в зависимости от силы ветра.